# Alex Chola
Alex Chola (Lubumbashi, Congo-Kinshasa, 6 de junio de 1956-Gabón, 27 de abril de 1993) fue un futbolista y entrenador de fútbol de Zambia que jugó en la posición de delantero.

## Carrera

### Club
| Periodo   | Club               |
| --------- | ------------------ |
| 1972-1973 | Solbena FC         |
| 1974-1979 | Mufulira Blackpool |
| 1980-1985 | Power Dynamos FC   |

### Selección nacional
Jugó para Zambia en 102 ocasiones de 1973 a 1983 y anotó 43 goles; participó en los Juegos Olímpicos de Moscú 1980 y en dos ediciones de la Copa Africana de Naciones.

### Entrenador
| Periodo   | Club             |
| --------- | ---------------- |
| 1985-1990 | Power Dynamos FC |
| 1992-1993 | Power Dynamos FC |

## Muerte
El 27 de abril de 1993 Zambia hacía el viaje hacia Senegal para el primer partido en la fase de grupos de la clasificación de CAF para la Copa Mundial de Fútbol de 1994. El equipo viajaba en un avión de la fuerza Aérea de Zambia. Luego de cargar combustible en Libreville, Gabón, el avión desarrolló problemas y cayó al mar. 30 pasajeros, incluyendo a Michael Mwape, el entonces presidente de la FAZ, Chola, Chitalu y 18 jugadores murieron en el accidente. Una carretera se bautizó como Alex Chola en Lusaka en su honor.

## Logros

### Club Honours
- Zambian Premier League: 1984
- Independence Cup: 1976, 1980, 1982
- Champion of Champions Cup: 1980, 1981, 1984

### Individual
- Futbolista del año de Zambia: 1976
- Entrenador del año de Zambia: 1992